# Veara
Veara es una banda estadounidense de pop punk fundada en Augusta, Georgia en 2006.

## Historia
Saltaron a la escena punk a principios de 2007, con su primer álbum The Walls Have Ears. Pero no se dieron realmente a conocer hasta principios de 2010, después de aceptar un contrato discográfico con el sello Epitaph, propiedad de Brett Gurewitz, guitarrista de Bad Religion. El grupo consta de cuatro miembros, un vocalista-guitarrista, un guitarrista principal, un bajista y un batería. Destacados porque la batería del grupo es mujer, Brittany, el sonido de la banda puede clasificarse dentro del pop punk más duro, con claras influencias de hardcore, notables en los breakdowns de guitarra y las voces. Hasta la fecha, el grupo ha publicado un álbum, llamado What We Left Behind el cual fue puesto en venta en las tiendas estadounidenses en mayo de 2010. El álbum fue producido por el vocalista de A Day to Remember, Jeremy McKinnon, dotándolo así de partes pesadas de guitarra típicas del hardcore que le dan el sonido peculiar a esta banda, cuya música puede ser catalogada en el mismo género que las canciones más tranquilas de A Day to Remember o Close Your Eyes. El primer sencillo de dicho álbum, y por tanto de la banda, fue We Have A Body Count.

## Miembros
- Bradley Wyrosdick - voz principal, guitarra
- Patrick Bambrick - guitarra, voz
- Bryan Kerr - bajo, voz
- Brittany Harrell - batería
- Vinnie Orozco - guitarra

## Discografía

### Álbumes de estudio
| Fecha     | Álbum                    | Discografía      |
| --------- | ------------------------ | ---------------- |
| 2010      | What We Left Behind      | Wisteria Records |
| 2013      | Growing Up Is Killing Me | Epitaph Records  |
| sin fecha | The Walls Have Ears      | Wisteria Records |

### EP
| Fecha | Nombre                |
| ----- | --------------------- |
| 2006  | Forget the Everything |

- Datos: Q2836020